# Vimioso
Vimioso – miejscowość w Portugalii, leżąca w dystrykcie Bragança, w regionie Północ w podregionie Alto Trás-os-Montes. Miejscowość jest siedzibą gminy o tej samej nazwie.

## Demografia
| Liczba ludności gminy Vimioso (1801–2011) | Liczba ludności gminy Vimioso (1801–2011) | Liczba ludności gminy Vimioso (1801–2011) | Liczba ludności gminy Vimioso (1801–2011) | Liczba ludności gminy Vimioso (1801–2011) | Liczba ludności gminy Vimioso (1801–2011) | Liczba ludności gminy Vimioso (1801–2011) | Liczba ludności gminy Vimioso (1801–2011) | Liczba ludności gminy Vimioso (1801–2011) | Liczba ludności gminy Vimioso (1801–2011) |
| ----------------------------------------- | ----------------------------------------- | ----------------------------------------- | ----------------------------------------- | ----------------------------------------- | ----------------------------------------- | ----------------------------------------- | ----------------------------------------- | ----------------------------------------- | ----------------------------------------- |
| 1801                                      | 1849                                      | 1900                                      | 1930                                      | 1960                                      | 1981                                      | 1991                                      | 2001                                      | 2004                                      | 2011                                      |
| 1 831                                     | 5 555                                     | 11 086                                    | 11 484                                    | 12 782                                    | 8 500                                     | 6 323                                     | 5 315                                     | 5 105                                     | 4 669                                     |

## Sołectwa
Sołectwa gminy Vimioso (ludność wg stanu na 2011 r.):
- Algoso – 281 osób
- Angueira – 116 osób
- Argozelo – 701 osób
- Avelanoso – 148 osób
- Caçarelhos – 219 osób
- Campo de Víboras – 155 osób
- Carção – 419 osób
- Matela – 228 osób
- Pinelo – 222 osoby
- Santulhão – 423 osoby
- Uva – 131 osób
- Vale de Frades – 160 osób
- Vilar Seco – 181 osób
- Vimioso – 1285 osób